# سیلیس زیست‌زا

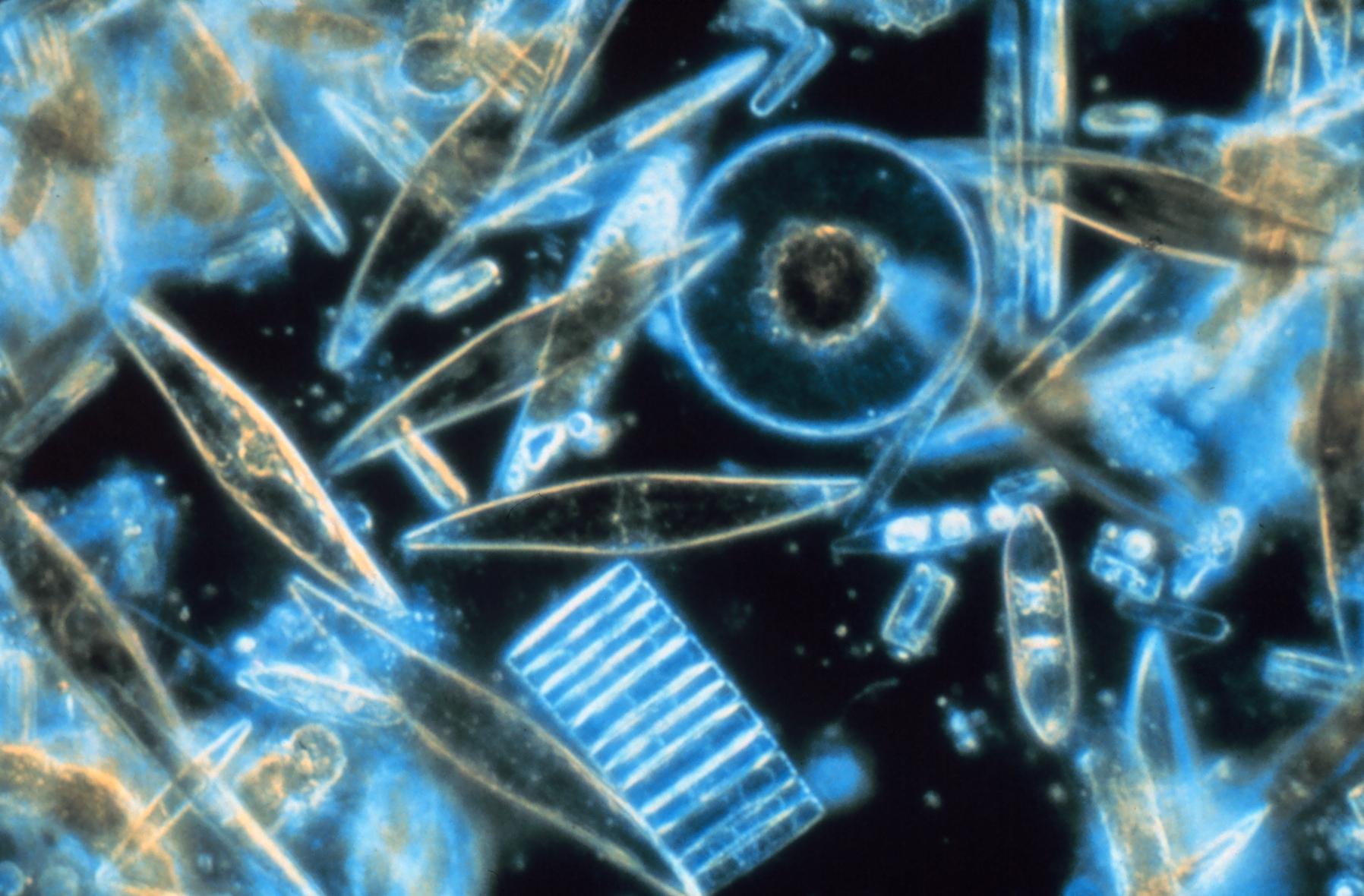
دیاتومه‌ها توانایی سنتز شیشه سیلیس در داخل بدن را دارند.

سیلیس زیست‌زا (به انگلیسی: Biogenic silica) که به آن اُپال، عقیق زیست‌زا یا سیلیس اوپالین آمورف نیز گفته می‌شود، یکی از گسترده‌ترین کانی‌های زیست‌زا را تشکیل می‌دهد. به عنوان مثال، ذرات میکروسکوپی سیلیس به نام گیاسنگ‌ها را می‌توان در علف‌ها و گیاهان دیگر یافت.
سیلیس یک اکسید فلزی آمورف است که از فرآیندهای پیچیده پلیمریزاسیون معدنی تشکیل می‌شود. این با دیگر کانی‌های زیست‌زای اصلی، شامل کربنات و فسفات، که در طبیعت به‌عنوان جامدات یونی-کووالانسی کریستالی (مثلاً نمک‌ها) وجود دارند که رسوب آن‌ها توسط تعادل‌های حلالیت دیکته می‌شود، مخالف است. از نظر شیمیایی، bSi سیلیس هیدراته (SiO 2 · n H 2 O) است که برای بسیاری از گیاهان و جانوران ضروری است.
دیاتوم‌ها در عصاره آب شیرین و نمک ، سیلیس را از آب حل کردند تا به عنوان بخشی از دیواره سلولی خود استفاده کنند. به همین ترتیب، برخی از تک‌یاخته‌های هولوپلانکتونیک (شعاعیان)، برخی از اسفنج‌ها و برخی گیاهان (گیاسنگ‌های برگ) از سیلیکون به عنوان یک ماده ساختاری استفاده می‌کنند. سیلیکون مورد نیاز برای جوجه‌ها و موش‌ها برای رشد و تکامل اسکلتی شناخته شده‌است. سیلیکون در بافت‌های همبند انسان، استخوان‌ها، دندان‌ها، پوست، چشم‌ها، غدد و اندام‌ها وجود دارد.